# Kostel svatého Jana Nepomuckého (Jetřichovice)
Kostel svatého Jana Nepomuckého se nachází na okraji Jetřichovic, při svahu kopce Vyhlídka. Obklopuje jej hřbitov. Od roku 1966 je chráněn jako kulturní památka.

## Historie

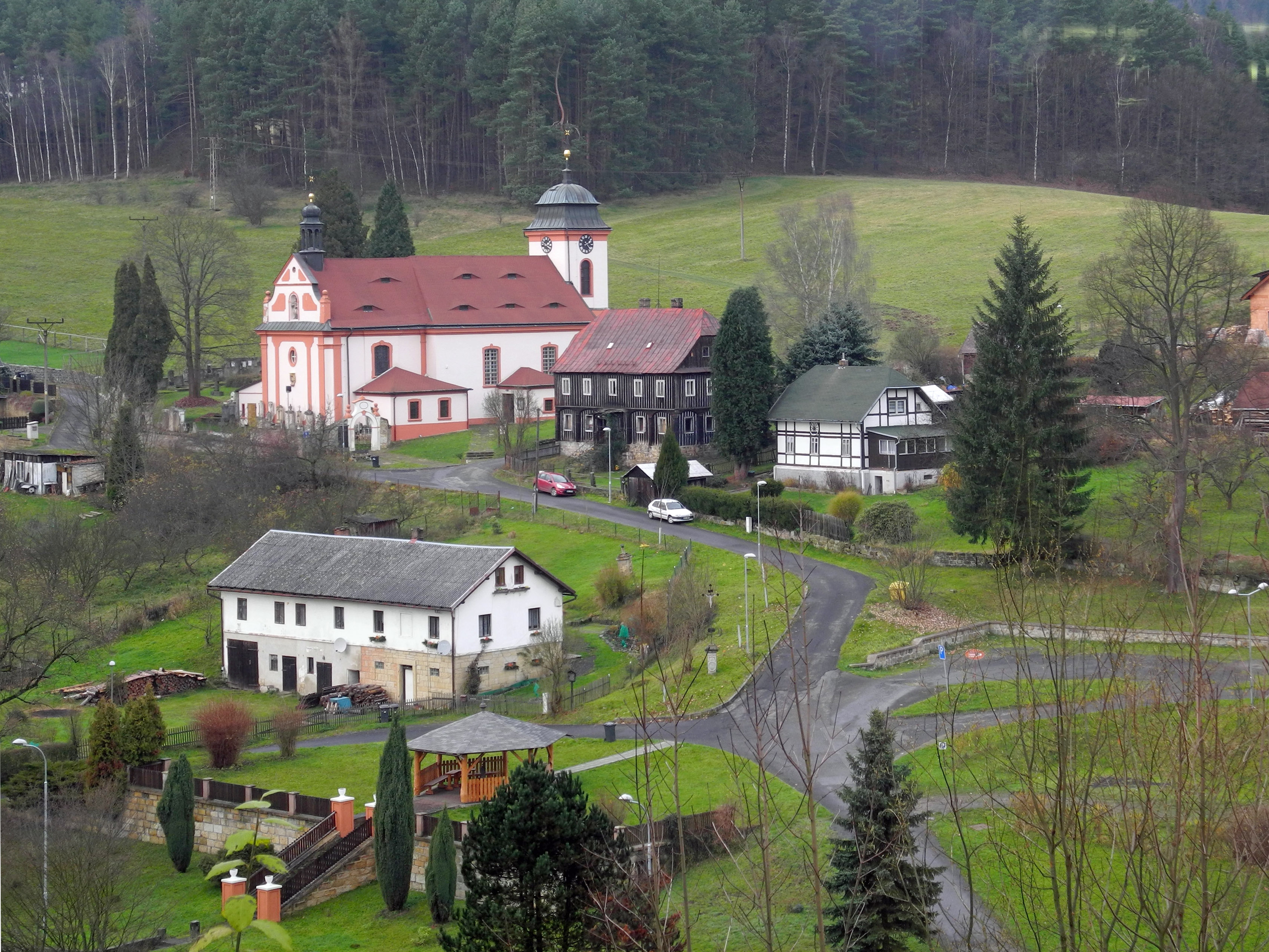
Pohled na jetřichovický kostel v krajinném panoramatu

V letech 1748–1752 došlo v Jetřichovicích k výstavbě barokní morové kaple, zasvěcené sv. Janu Nepomuckému. Ta byla v letech 1787–1791 přestavěna na kostel. Autorem přestavby byl děčínský stavitel Jan Václav Kosch. V letech 1828–1829 přibyla věž, ve které jsou zavěšeny tři zvony. Zvon z roku 1506 byl původně umístěný v Litoměřicích v dnes zrušeném kostele sv. Vavřince. Po druhé světové válce jetřichovický kostel chátral, ačkoliv bohoslužby se zde konaly až do začátku 80. let 20. století. Na konci 80. let se ocitl v katastrofálním stavu. V letech 1992–1993 byla provedena generální oprava. Dne 30. října 1993 jej biskup ThDr. Josef Koukl po opravě znovu požehnal. V roce 2005 byl kostel upraven do současné podoby. K dalším opravám došlo v letech 2013–2014.

## Architektura
Je to barokní, jednolodní kostel se čtvercovým presbytářem, obdélnou sakristií po jeho severní straně, obdélnou předsíní po severní straně lodi a hranolovou věží na západní straně lodi. Členěn je obdélnými, segmentem ukončenými okny v rámci s uchy. Věž je ve spodní části horizontálně spárovaná, má obdélný vchod, polokruhové okno a v patře okna je polokruhový záklenek. Na východní fasádě, která je členěna pilastry, je vpadlé vykrajované pole a oválné okno. Štít má trojúhelníkové ukončení a niku se sochou sv. Jana Nepomuckého.
Presbytář má v klenbě českou placku. Loď kostela má plochý strop. Sakristie má valenou klenbu s lunetami, podvěží klenbu plackovou a předsíň má plochý strop.

## Zařízení
Zařízení je převážně historizující z 19. století. Bohatě vyřezávaná rokoková kazatelna pochází ze druhé čtvrtiny 18. století. Zpovědnice jsou z doby kolem roku 1700 a mají bohatou akantovou výzdobu. Křtitelnice je rokoková ze 2. poloviny 18. století. Barokní socha Panny Marie pochází z období kolem roku 1730. Na trojramenné kruchtě jsou dva reliéfy anděla a Panny Marie z výjevu Zvěstování z 1. poloviny 18. století. Boční oltáře patří patronům přifařených obcí – svatému Prokopu (Rynartice) a svaté Anně (Vysoká Lípa).